# Goodwill Games 1994/Radsport
Bei den Goodwill Games 1994 in Sankt Petersburg wurden zwei Wettbewerbe im Radsport ausgetragen.

## Ergebnisse

### Straßenrennen Männer
| Platz | Athlet                   | Land                   | Zeit (h) |
| ----- | ------------------------ | ---------------------- | -------- |
| 1     | Wjatscheslaw Dschawanjan | Russland               | 2:44:33  |
| 2     | David Williams           | Vereinigtes Königreich | 2:44:33  |
| 3     | Igor Duchnenko           | Russland               | 2:46:04  |
| 4     | Roger Hammond            | Vereinigtes Königreich | 2:46:04  |
| 5     | Philippe Pouscher        | Schweiz                | 2:46:04  |
| 6     | Sierd Steigenga          | Niederlande            | 2:48:26  |
| 7     | John Durso               | Vereinigte Staaten     | 2:48:26  |
| 8     | Rene Diers               | Deutschland            | 2:48:26  |
| 9     | Renzo Warnicke           | Deutschland            | 2:49:06  |
| 10    | Freddy Wolsink           | Niederlande            | 2:49:06  |
| 11    | Olivier Senn             | Schweiz                | 2:55:36  |
| 12    | Oleg Ripa                | Russland               | 2:55:36  |
| 13    | Jos Wolfkamp             | Niederlande            | 2:55:36  |
| 14    | Mark Saathof             | Niederlande            | 2:55:36  |
| 15    | Peter Schultz            | Deutschland            | 2:55:36  |
| 16    | Jason Hall               | Vereinigte Staaten     | 2:55:36  |
| 17    | Rene Hefti               | Schweiz                | 2:55:36  |
| 18    | Nikolai Kudrjawzew       | Russland               | 2:55:36  |
| 19    | Gary Speight             | Vereinigtes Königreich | 2:55:36  |
| 20    | Leif Harnden             | Vereinigte Staaten     | 2:55:36  |
| 21    | Glenn Holmes             | Vereinigtes Königreich | 2:55:36  |
| 22    | Roberts Vinovskis        | Lettland               | 2:55:36  |
| 23    | Beat Blum                | Schweiz                | 2:55:36  |
| 24    | Tim Peddie               | Vereinigte Staaten     | DNF      |
| 25    | Falk Arnold              | Deutschland            | DNF      |
| 26    | Raivis Belohvoščiks      | Lettland               | DNF      |
| 27    | Kaspars Lusis            | Lettland               | DNF      |
| 28    | Intars Sulcs             | Lettland               | DNF      |

Das Straßenrennen der Männer wurde über eine Distanz von 125 km ausgetragen.
- DNF = Did not finish

### Kriterium Frauen
| Platz | Athlet                 | Land                   | Punkte |
| ----- | ---------------------- | ---------------------- | ------ |
| 1     | Brooke Blackwelder     | Vereinigte Staaten     | 30     |
| 2     | Karen Bliss-Livingston | Vereinigte Staaten     | 30     |
| 3     | Karen Dunne            | Vereinigte Staaten     | 19     |
| 4     | Nina Pinyayeva         | Russland               | 9      |
| 5     | Olga Khortova          | Russland               | 8      |
| 6     | Roza Yakupova          | Russland               | 7      |
| 7     | Lindsay Clarke         | Vereinigtes Königreich | 7      |
| 8     | Sally Boyden           | Vereinigtes Königreich | 4      |
| 9     | Silvia Zoeller         | Schweiz                | 3      |
| 10    | Angelique Loots        | Niederlande            | 2      |
| 11    | Alexandra Kohli        | Schweiz                | 1      |
| 12    | Nicole Ebner           | Schweiz                | 1      |
| 13    | Geordina Pechard       | Vereinigtes Königreich | 0      |
| 14    | Kerstin Scheitle       | Deutschland            | 0      |
| 15    | Nicole Gensheimer      | Deutschland            | 0      |
| 16    | Natasha Klewitz        | Deutschland            | 0      |
| 17    | Adrianna Nelemans      | Niederlande            | 0      |
| 18    | Nicole Vermast         | Niederlande            | 0      |

Das Kriterium der Frauen wurde über eine Distanz von 44 km ausgetragen.

## Medaillenspiegel Radsport
| Medaillenspiegel Radsport | Medaillenspiegel Radsport | Medaillenspiegel Radsport | Medaillenspiegel Radsport | Medaillenspiegel Radsport | Medaillenspiegel Radsport |
| Platz                     | Land                      | G                         | S                         | B                         | Gesamt                    |
| ------------------------- | ------------------------- | ------------------------- | ------------------------- | ------------------------- | ------------------------- |
| 1                         | Vereinigte Staaten        | 1                         | 1                         | 1                         | 3                         |
| 2                         | Russland                  | 1                         | –                         | 1                         | 2                         |
| 3                         | Vereinigtes Königreich    | –                         | 1                         | –                         | 1                         |